# Протесты против НАТО в Исландии (1949)
Антинатовские беспорядки в Исландии 30 марта 1949 года — первая в истории массовая акция протеста против присутствия войск стран НАТО и самая известная акция протеста в истории Исландии.

## Предыстория
10 мая 1940 года в Исландии высадились британские войска с целью недопущения вступления страны во Вторую мировую на стороне стран Оси. В июне 1941 года Великобритания передала свои полномочия в Исландии Соединённым Штатам, и 16 июня 1941 Исландия была провозглашена официально оккупированной американскими войсками. В марте 1942 года войска покинули остров. 17 июня 1944 года Исландия обретает полную независимость и становится республикой. Невзирая на протесты общественности, в сентябре 1946 года альтинг Исландии по требованию США принял решение о передаче американским войскам аэродрома в Кеблавике (в 50 км от Рейкьявика) на срок не свыше 5 лет. 30 марта 1949 альтинг собрался на очередное заседание для подтверждения вступления страны в блок НАТО.
4 апреля 1949 года Исландия вступила в военно-политический блок НАТО.

## Ход беспорядков
Инициаторами беспорядков считается Единая социалистическая партия Исландии, преемница Коммунистической партии Исландии. Группа протестующих утром 30 марта 1949 года собралась за школой в центре Рейкьявика и направилась к площади Эйстюрвёдлюр перед зданием альтинга. Там уже находилась другая группа протестующих, которая требовала от альтинга немедленно отменить решение о вступлении в НАТО. Изначально акция проходила мирно, однако затем один из протестующих, член Социалистической партии Исландии закричал в мегафон, что лидера партии захватили в заложники. Это был сигнал к началу: завязалась потасовка.
Протестующие стали швыряться камнями и кирпичами в здание парламента и разбили все окна. Один камень чуть не угодил в голову главе альтинга. В дело вмешались полиция, а на защиту альтинга встали члены Партии независимости. Полицейские избивали протестующих дубинками и разгоняли их при помощи слезоточивого газа. Число участвовавших составляло несколько тысяч. В итоге медицинская помощь потребовалась 12 людям, в том числе шести тяжело раненым полицейским и одному тяжело раненому протестующему.

## Последствия
Историки-сторонники правой идеологии (такие как Тор Уайтхед), утверждают, что беспорядки были подстроены Коммунистической партией, а случившееся было попыткой государственного переворота. Сами беспорядки были стране не в новинку: в 1945 году во время празднования Дня победы 8 мая в Рейкьявике устроили массовую драку моряки стран-членов антигитлеровской коалиции.
В целом же Альтинг проигнорировал выступления протестующих и подтвердил вступление страны в НАТО, но это привело к тому, что по всей стране начались массовые антинатовские выступления. С 18 по 21 мая 1951 года проходила крупнейшая в истории страны всеобщая забастовка рабочих, протестовавших против исландско-американского соглашения об обороне от 5 мая 1951 года, который считали неравноправным. В течение всех следующих лет не раз звучали лозунги «Исландию убрать из НАТО, а армию распустить!» (исл. Ísland úr NATO og herinn burt!). На выборы 50-х и 60-х годов левые партии шли с обещанием денонсации двустороннего исландско-американского оборонного соглашения, но, попадая в правительственную коалицию, были вынуждены отказаться от этого обещания.
В 2006 году части вооружённых сил США вынуждены были покинуть базу в Кеблавике, хотя Исландия осталась членом НАТО (высокопоставленный исландский дипломат Эйнар Бенедиктссон пишет, что решение о выводе частей из Исландии было принято в США задолго до этого, и окончательный шаг был отложен как минимум на десятилетие из-за настояний исландского правительства). Однако спустя 10 лет, в 2016 году США заявили о подготовке к возвращению на базу в Кеблавик, а в 2017 году объявили о намерениях построить современную авиабазу.

## Галерея

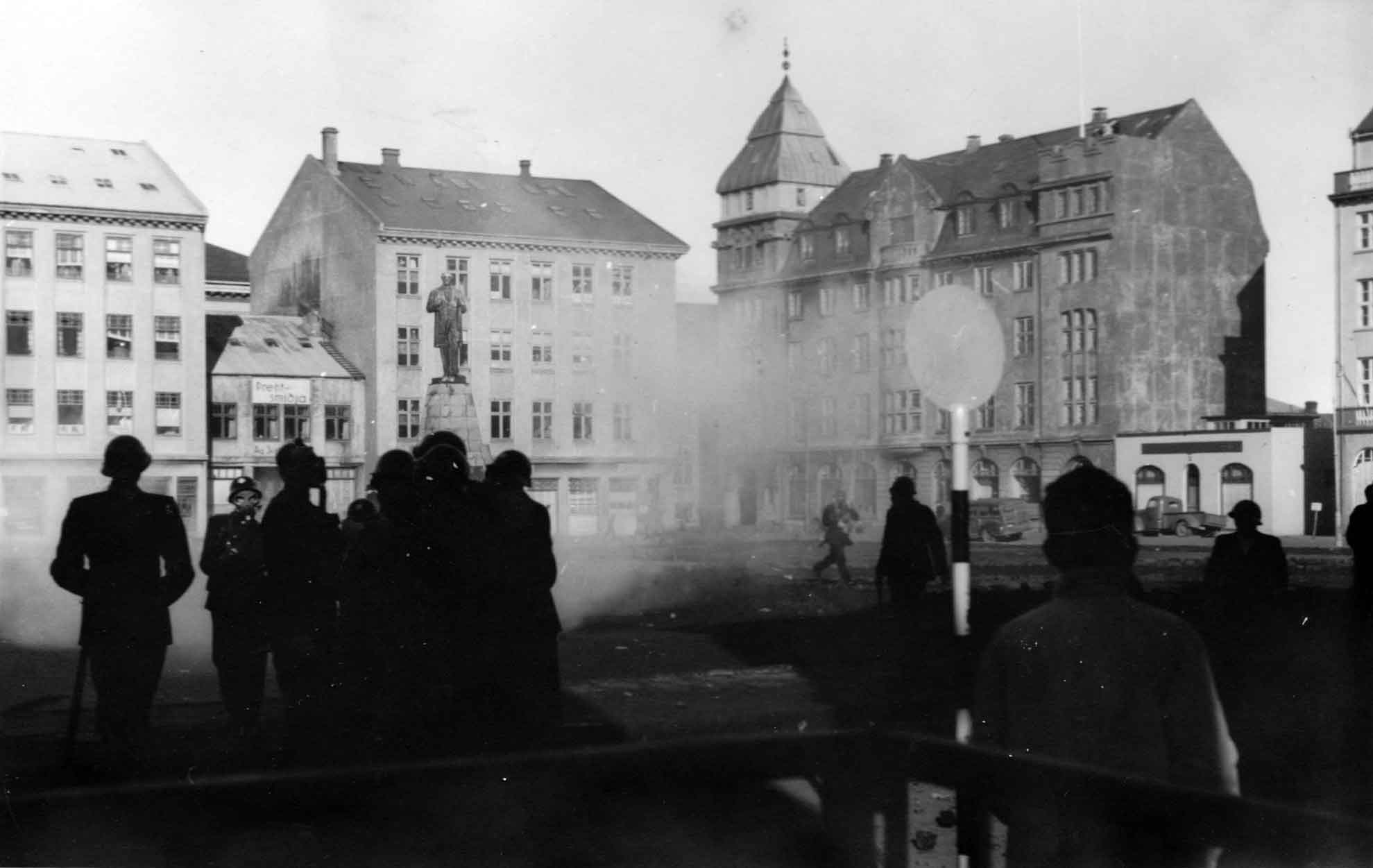
Полицейские охраняют Аустурволлюр, успев выпустить слезоточивый газ
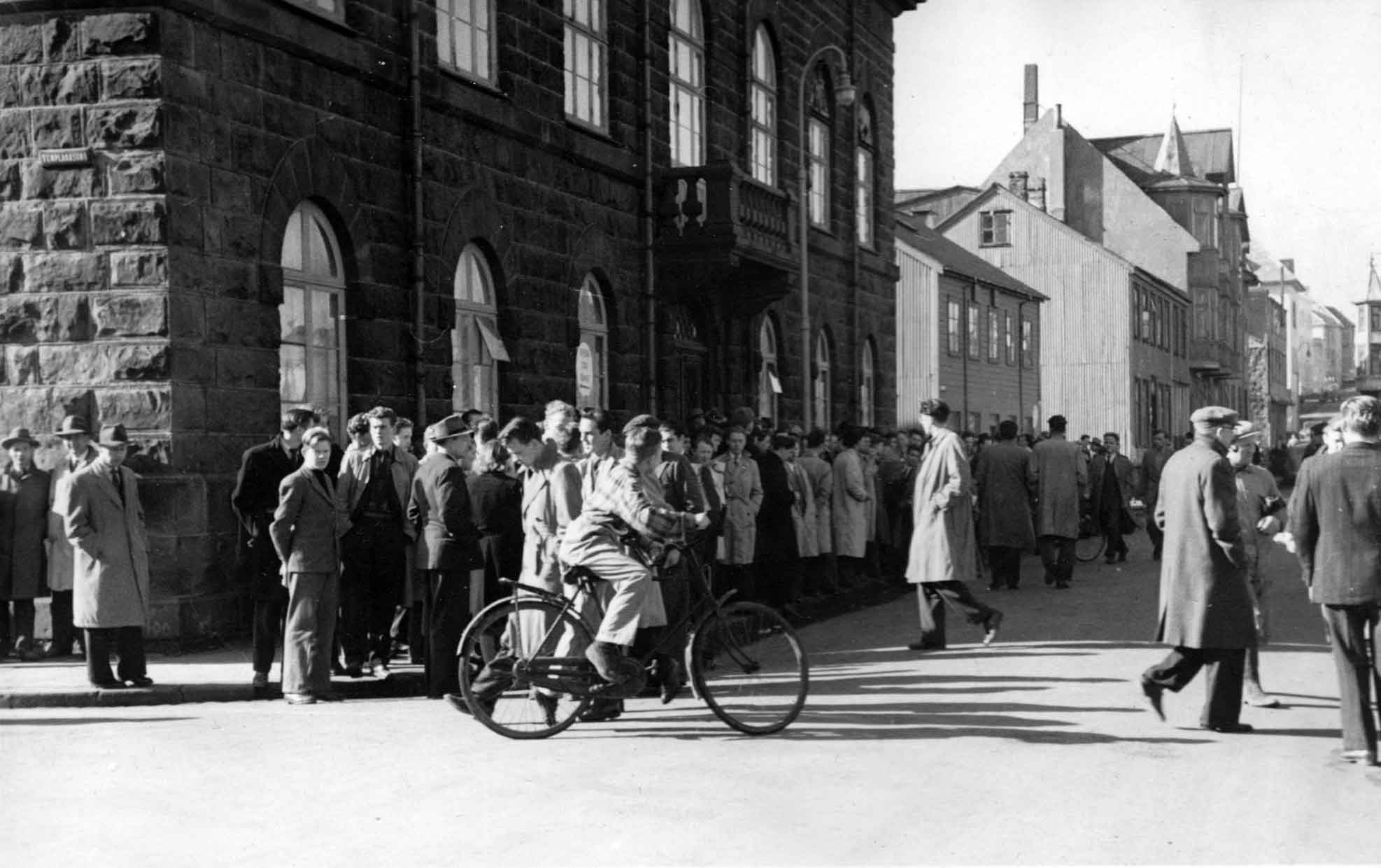
Люди собираются перед зданием альтинга
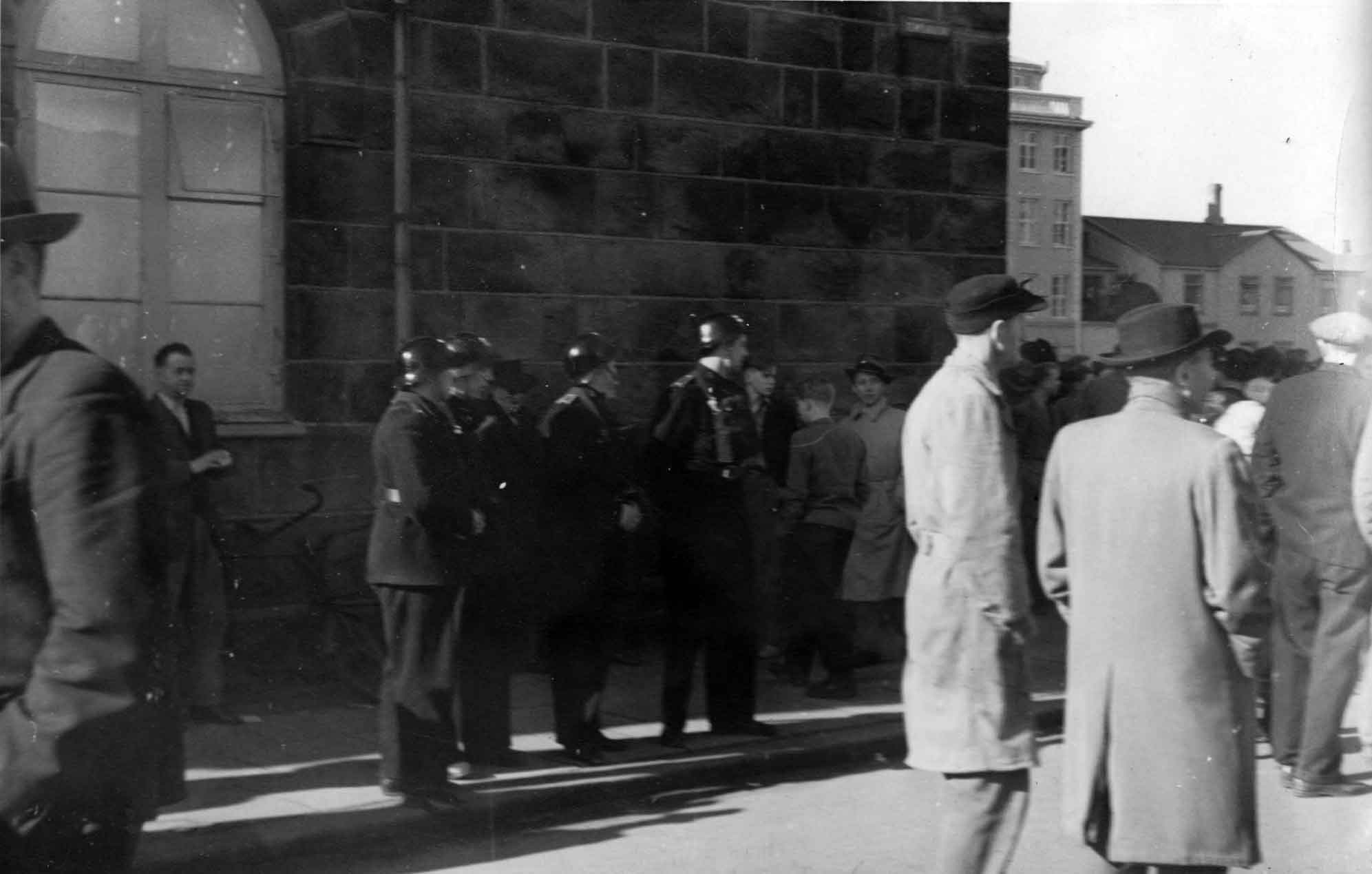
Полиция готовится предотвращать беспорядки
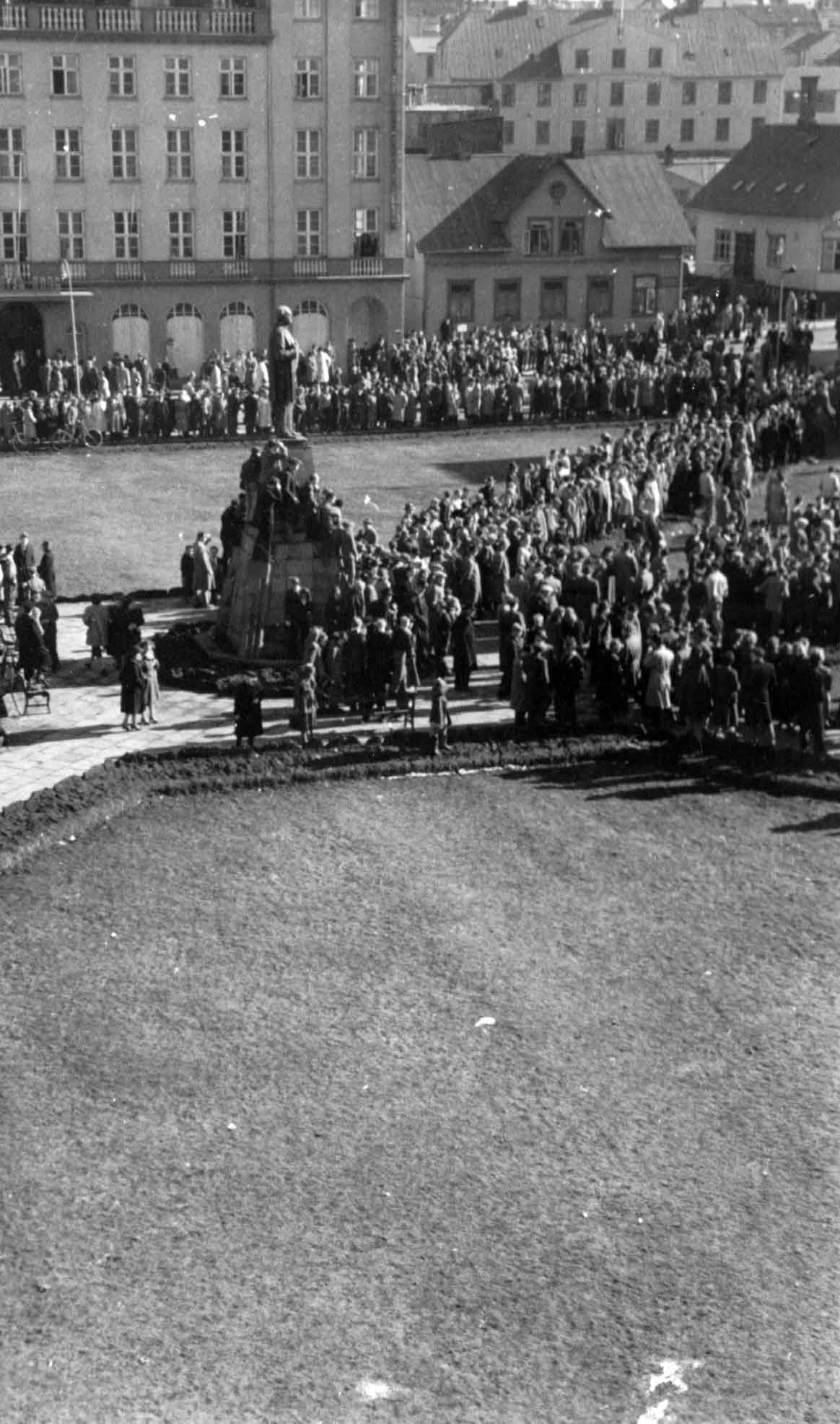
Общий вид на протестующих перед зданием альтинга
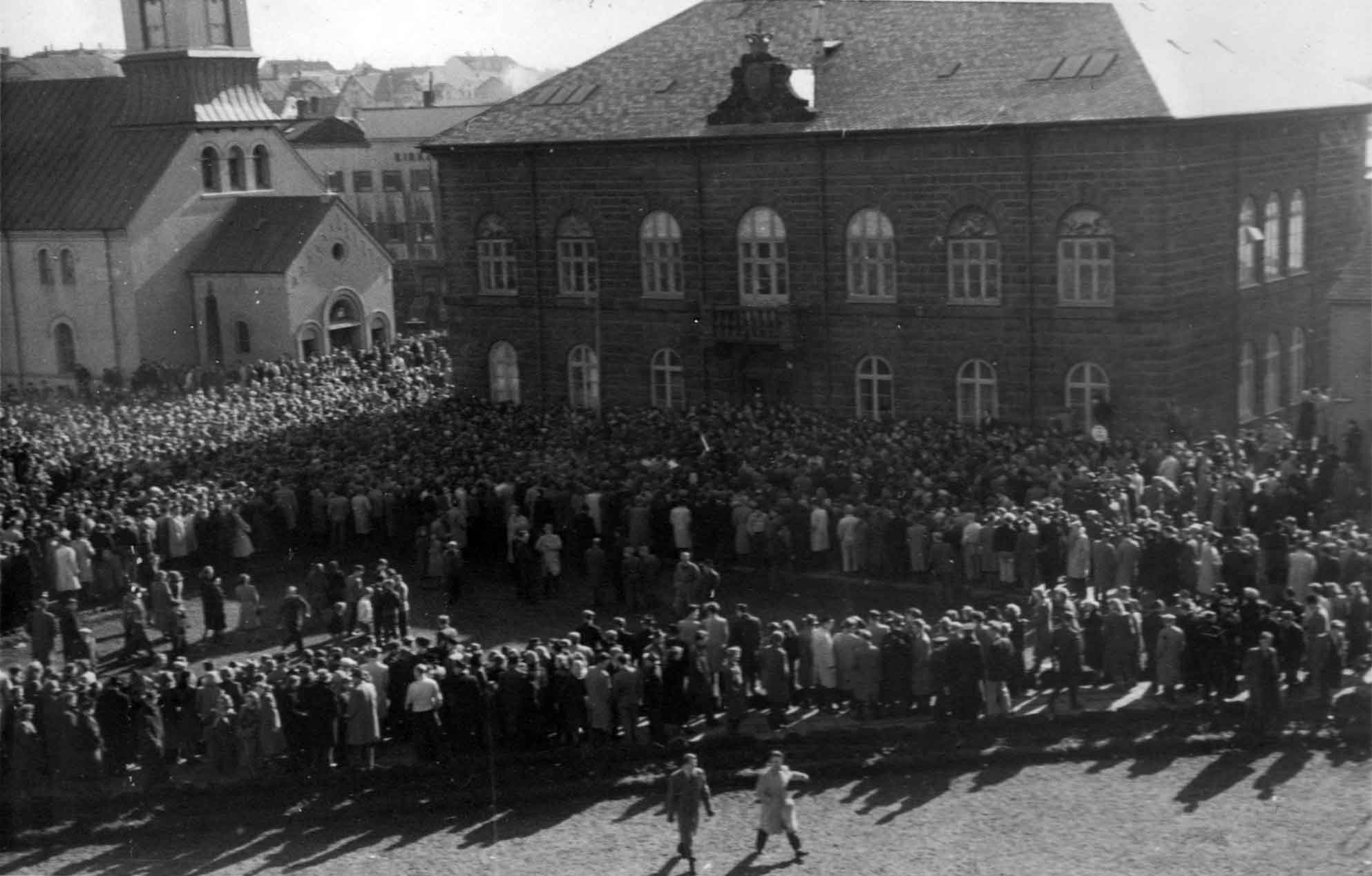
Общий вид на протестующих в Аустурволлюре
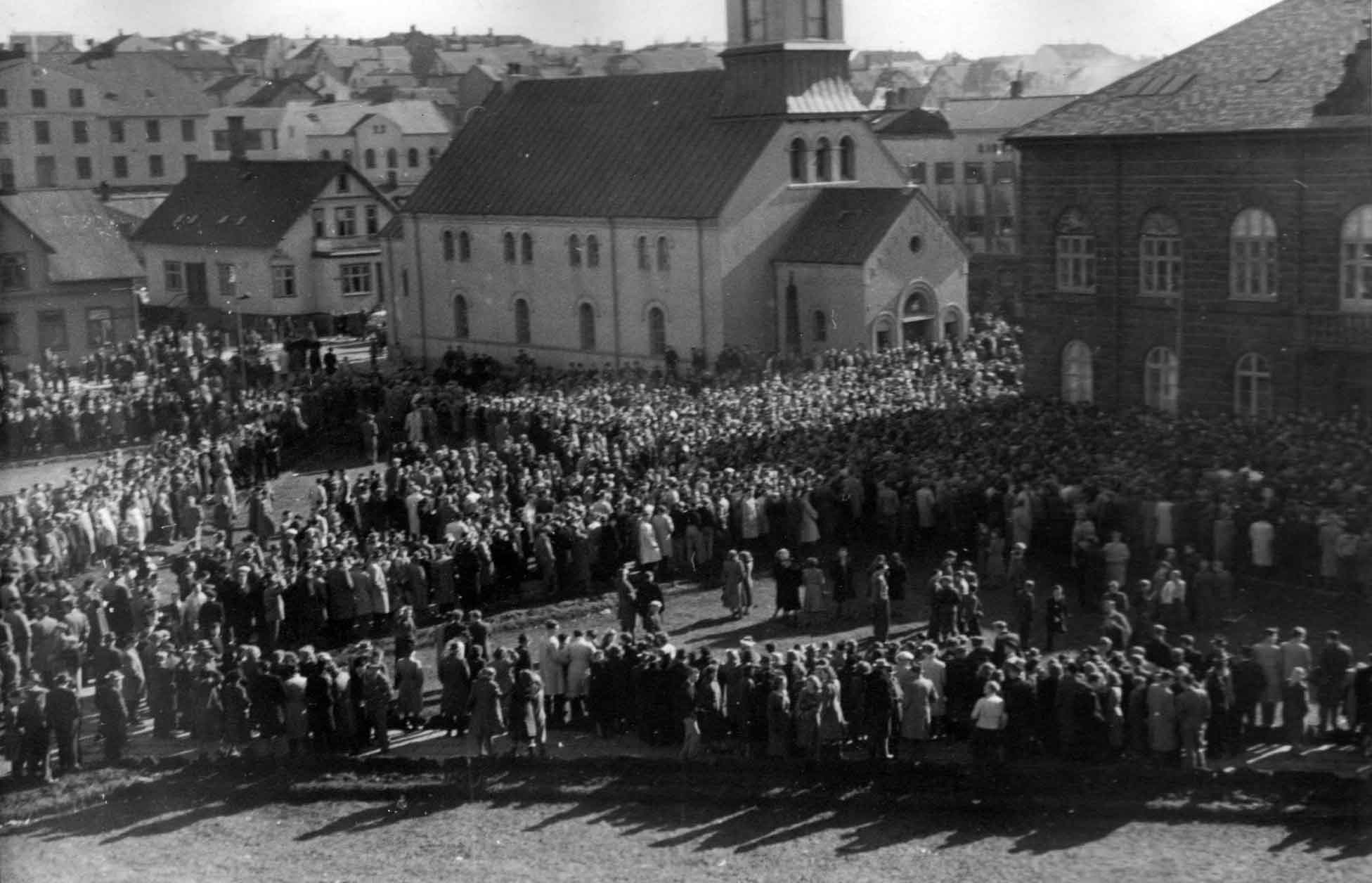
Протестующие около Рейкьявикского собора
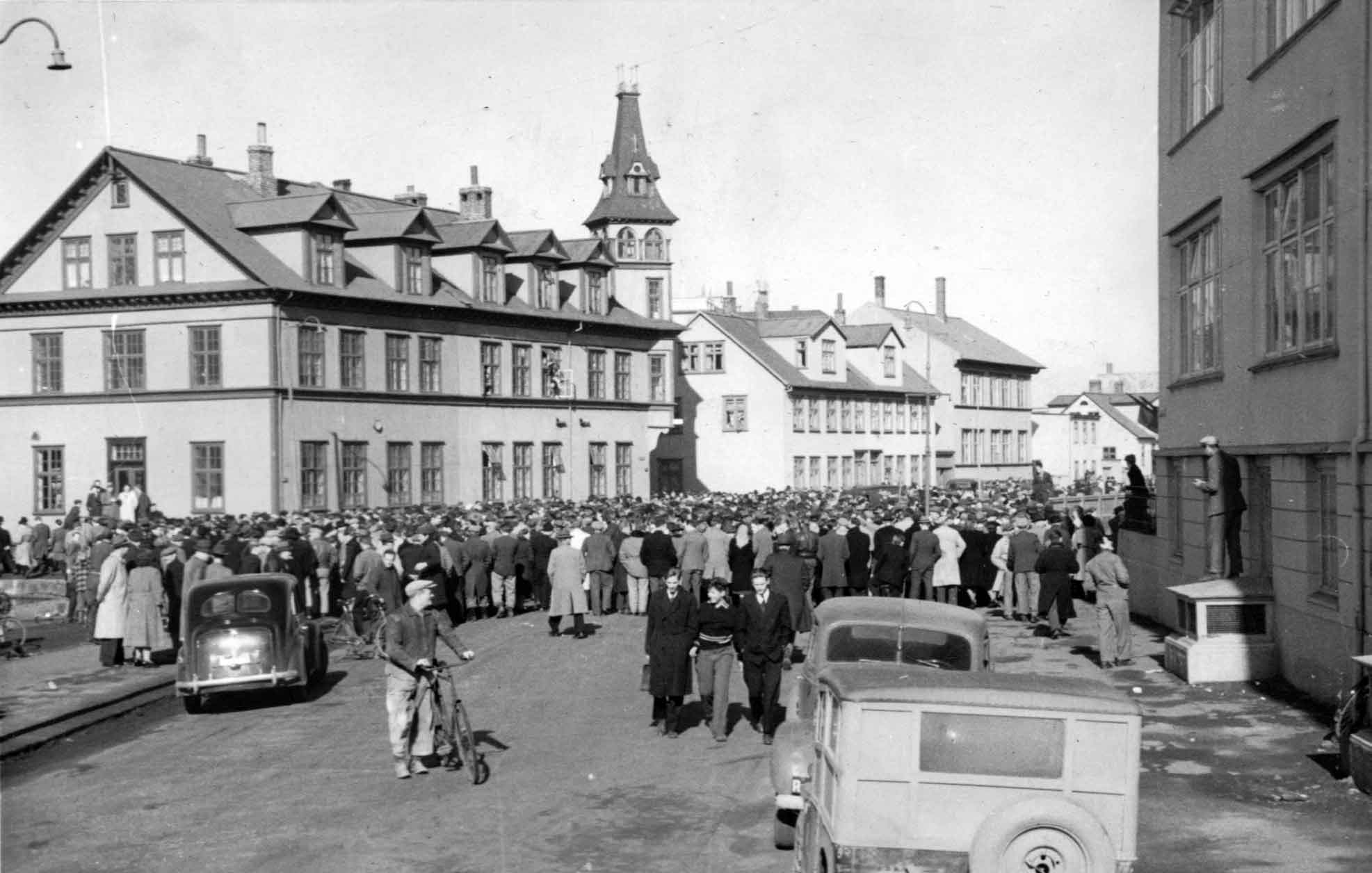
Протестующие около старой школы в округе Тьёрнин
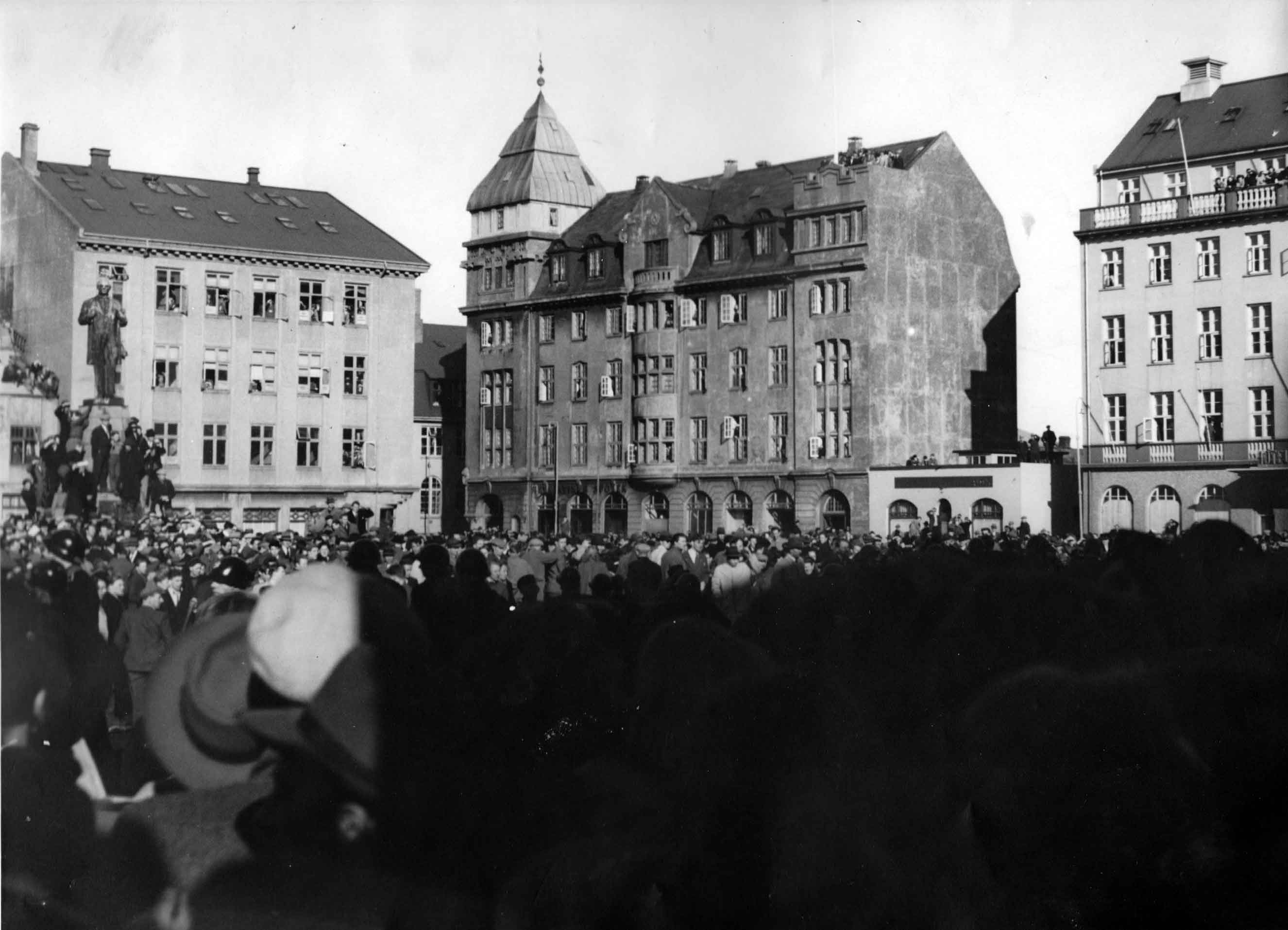
Толпа собирается перед зданием альтинга
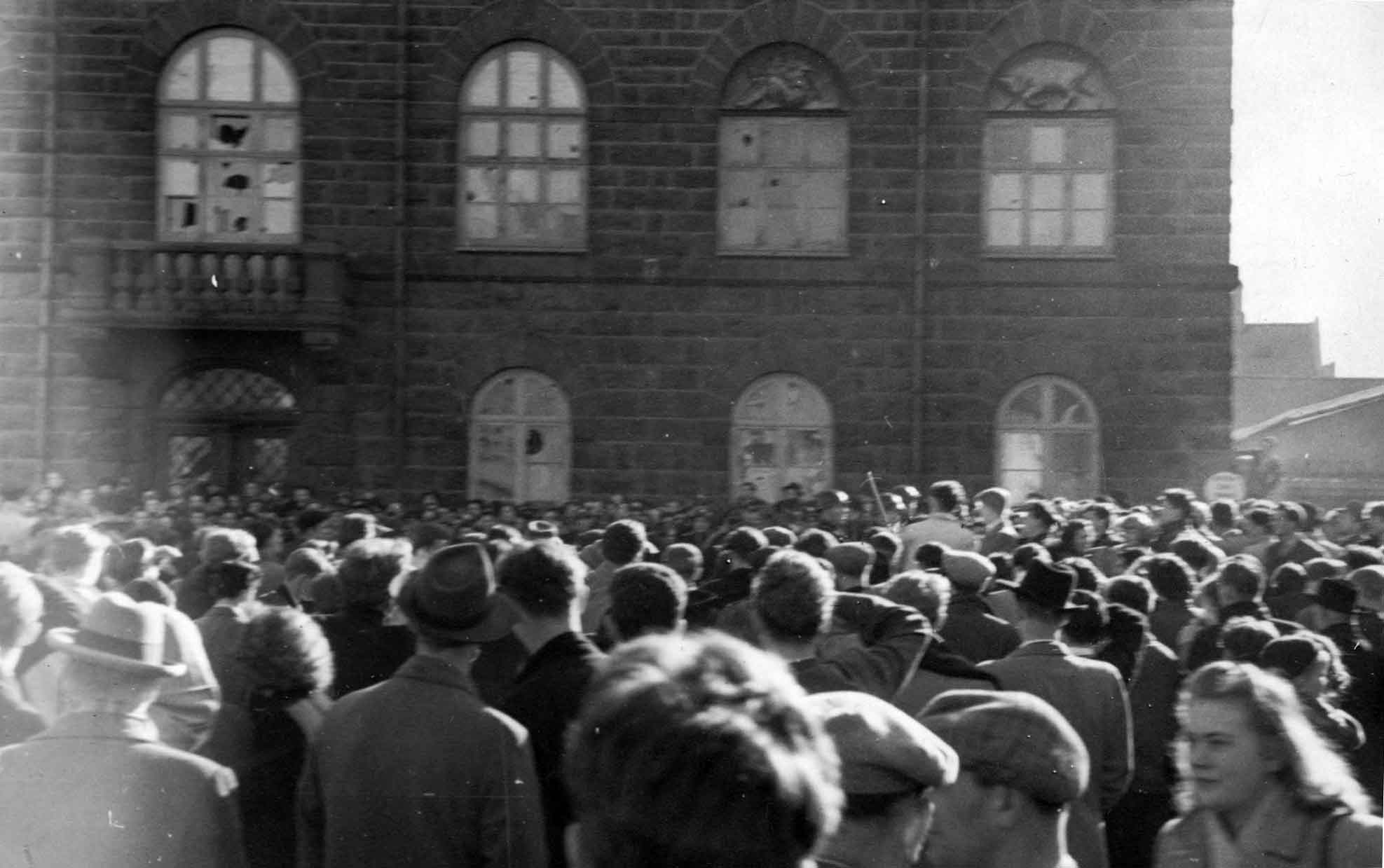
Массовая драка между сторонниками и противниками НАТО и полицейскими: стёкла в здании альтинга выбиты